# Erlangen
Erlangen (pronunciación en alemán: /ˈɛʁlaŋən/ⓘ) es una ciudad universitaria de Franconia Media, en el estado federado de Baviera, que se encuentra en el sur de Alemania. Tiene 112 000 habitantes y es la octava ciudad de Baviera. Las ciudades más cercanas son Fürth a 14 km al sur y Núremberg a 16 km al sureste. Junto con ambas ciudades y los pueblos de los alrededores constituye el área metropolitana de Núremberg, una de las once más importantes de Alemania.
Erlangen se halla a orillas del río Regnitz y junto al Canal Rin-Meno-Danubio. Justo en la parte norte de la ciudad confluyen los ríos Regnitz y Schwabach.
La importancia de Erlangen reside hoy en la Universidad, el hospital clínico y las dependencias de la compañía electrónica Siemens. La interacción de estos motores económicos de la ciudad facilita el desarrollo de su fama como centro de excelencia en Medicina y tecnología.
Una de las huellas históricas más notables de Erlangen es la dejada por la colonización de los hugonotes, exiliados de Francia tras la revocación del Edicto de Nantes por Luis XIV en el año 1685.

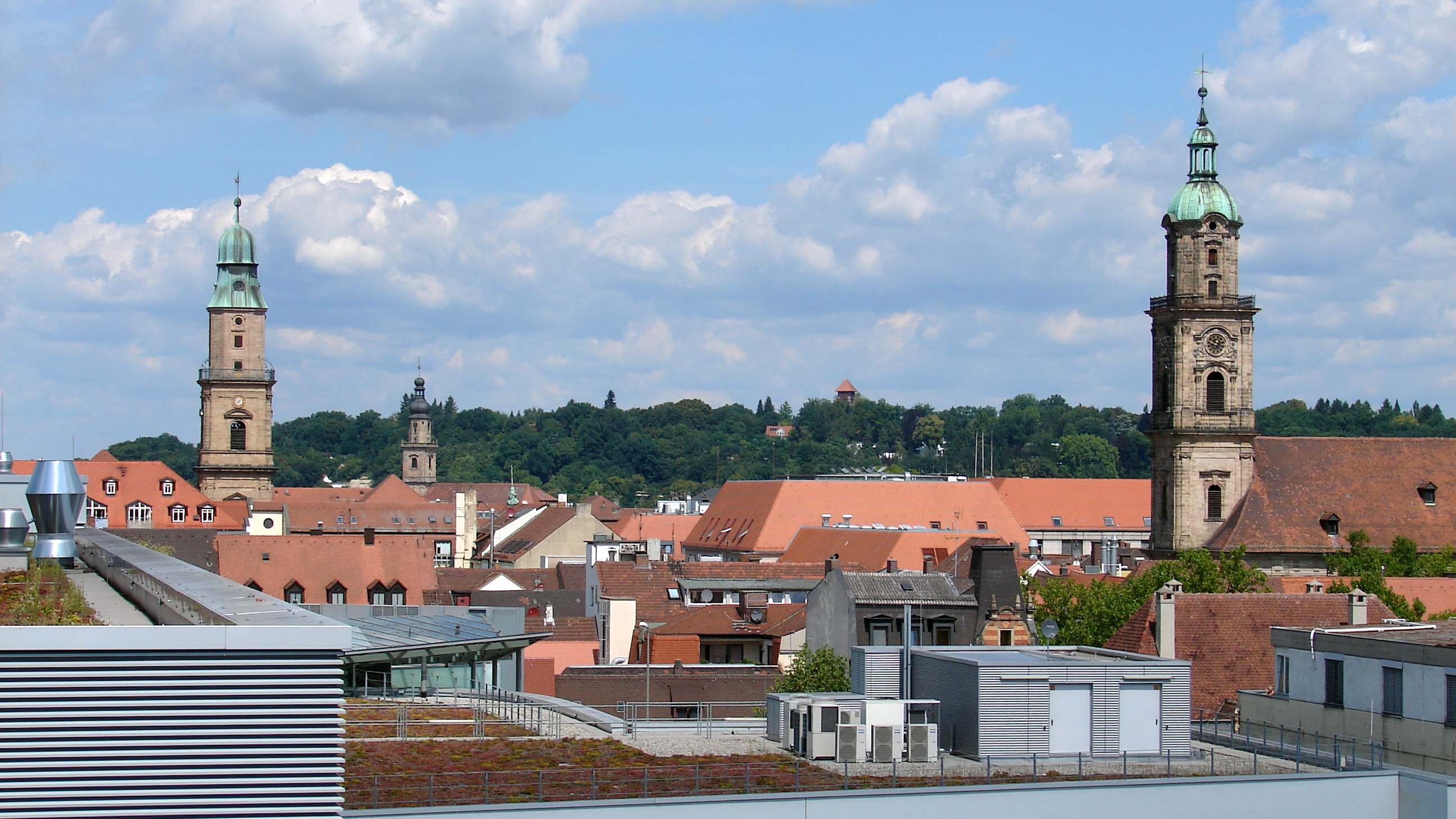
Vista de la ciudad en 2012.

## Historia
Erlangen fue fundada en 1002 con el nombre de "villa erlangon". En 1374 empezó a acuñarse moneda. En 1528 se adhirió a la Reforma.
En 1686 llegaron los primeros hugonotes huyendo de Francia, quienes acabarán teniendo un papel fundamental en el desarrollo de la ciudad, especialmente en la reconstrucción que sigue al gran incendio de 1706. En 1743 se traslada a Erlangen la Universidad de Bayreuth, que pasa a llamarse Universidad de Erlangen-Núremberg o Friedrich-Alexander-Universität en honor de su fundador Federico III de Brandeburgo-Bayreuth, siendo la segunda universidad de Baviera.
En 1974 la ciudad rebasó la barrera de los 100 000 habitantes, alcanzando el estatus de gran urbe en Alemania.

## Personajes célebres
- Georg Simon Ohm (1789-1854), físico descubridor del ohmio, unidad de resistencia eléctrica.
- Emmy Noether (1882-1935), matemática.
- Lothar Herbert Matthäus (1961-), futbolista.
- Hannah Stockbauer, nadadora.

## Ciudades hermanadas
- Eskilstuna, Suecia (desde 1961)
- Rennes, Francia (desde 1964)
- Vladímir, Rusia (desde 1987)
- Jena, Turingia (desde 1987)
- Stoke-on-Trent, Reino Unido (desde 1989)
- San Carlos, Nicaragua (desde 1989)
- Estambul, Turquía (desde 2003)